# Dolmen de la Fabière
Le dolmen de la Fabière est un dolmen situé à La Cavalerie, dans le département français de l'Aveyron.

## Historique
Le dolmen aurait été fouillé par l'abbé Hermet avant 1914. Le site étant voisin du camp militaire de La Cavalerie a parfois été utilisé au cours de manœuvres au début du XXe siècle. Plus tard, les frères Géniez ont vidé l'intérieur de la chambre. Le site fait l'objet de deux campagnes de fouilles archéologiques en 1973 et 1976 dirigées par Jean Arnal.
L'édifice est classé au titre des monuments historiques en 1889

## Description
La chambre est délimitée par deux orthostates, un pilier nord (3,40 m de long sur 1,50 m de large et 0,40 m d'épaisseur) et un pilier sud (3,40 m de long sur 1,50 m de large et 0,23 m d'épaisseur), parallèles dont les faces ont été aplanies par martelage. La chambre mesure intérieurement entre 0,90 et 1 m de largeur pour une hauteur sous dalle de 1,50 m. La dalle de chevet est manquante. Les deux piliers ont été posés sur le sous-sol rocheux après enlèvement d'une couche de dallettes sur 0,20 m d'épaisseur issue du délitement du sous-sol naturel et constitution d'une feuillure à la base des dalles pour faciliter leur calage. La chambre ouvre à l'ouest.

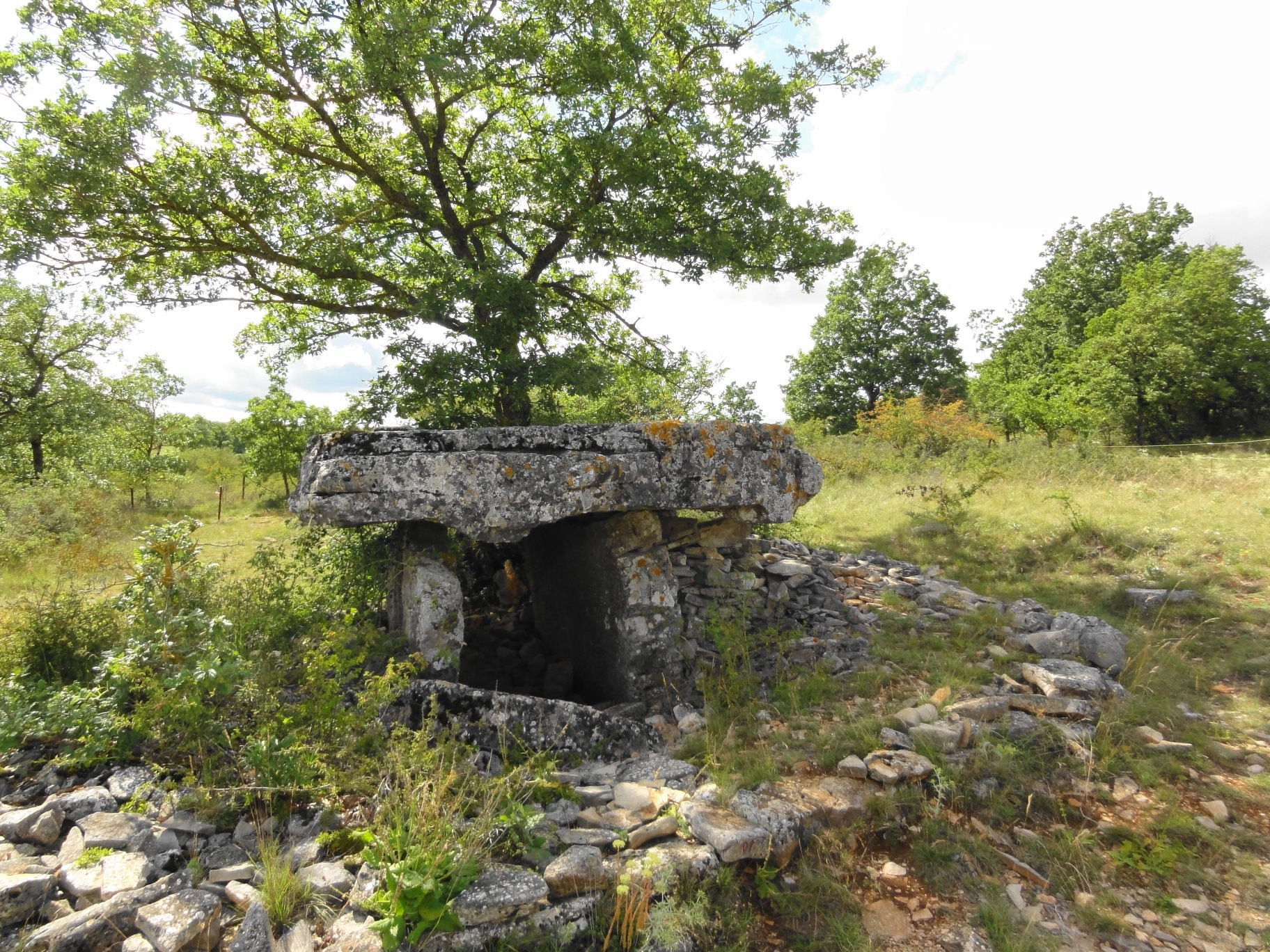
Le cairn de la partie orientale du tumulus ceinturée par un mur de parement.

L'ensemble est recouvert d'une unique table de couverture (4,40 m de long sur 3,20 m de large et 0,60 m d'épaisseur). Un fragment de la table (1,10 m de long sur 0,40 m de large et 0,60 m d'épaisseur) gît au sol devant l'entrée. Toutes les dalles proviennent d'un affleurement dolomitique situé à environ 300 m au nord-ouest dans la partie haute d'une colline. Le transport a été facilité par l'existence d'une pente douce descendant vers le lieu de construction.
La chambre est précédée d'un couloir (2,30 m de long sur 0,60 m de large) aux trois quarts détruit, dont l'entrée côté extérieur est matérialisée par une pierre de seuil. Le couloir et le tumulus n'ont été découverts que lors des fouilles des années 1970. Le tumulus mesure 22 m de long pour 7 m de large. C'est un long tumulus, en forme d'amande très effilée avec une façade rectangulaire, orienté est-ouest dans lequel la chambre est totalement excentrée et n'occupe que l'extrémité orientale, la plus large. La partie orientale du tumulus, ne comportant pas de terre, s'apparente à un cairn. Il était ceinturé par un mur de parement constitué de dallettes entassées en « piles d'assiettes », qui se sont effondrées en éventail vers l'extérieur. Lors de la restauration du dolmen, le mur de parement a été reconstitué avec des dallettes en chevauchement pour en garantir la solidité. La partie occidentale du tumulus est constituée d'un mélange de terre et de pierres mais il est difficile de distinguer les apports volontaires de ceux issus des alluvions naturelles déposées en bas de pente par les intempéries. 
À l'époque romaine, une petite cabane a été aménagée dans le tumulus sur son côté nord.

## Matériel archéologique
L'abbé Hermet n'a pas publié le résultat de ses fouilles mais il semble qu'il les aurait abandonnées faute de découvertes. Les découvertes des frères Géniez ont été déposées au musée de Millau. Elles correspondent à un petit matériel lithique en silex (1 lame, 2 pointes de flèche de type « en sapin »), des éléments de parure (2 pendeloques en jayet, des perles en test de cardium et calcaire) et un fragment d'anneau métallique (cuivre ou bronze).
La fouille du tumulus a livré un matériel plus important comportant des objets en silex (1 poignard, 5 pointes de flèches) et des éclats de chaille, des éléments de parure (9 pendeloques en jayet et test de cardium, 1 pendeloque correspondant à une défense de sanglier perforée, 49 perles en stéatite) et une série de tessons de poteries brunes ou noires attribuées à l'Âge du cuivre et au Bronze final.